# جنگ جهانی دوم (مجموعه‌کتاب)
تاریخ جنگ جهانی دوم مجموعه کتابی شش جلدی حاوی شرح وقایع جنگ جهانی دوم از دیدگاه وینستون چرچیل است که وقایع آن را از سال پایان جنگ اول جهانی تا ژوئیه ۱۹۴۵ در بر می‌گیرد.

## نگارش کتاب

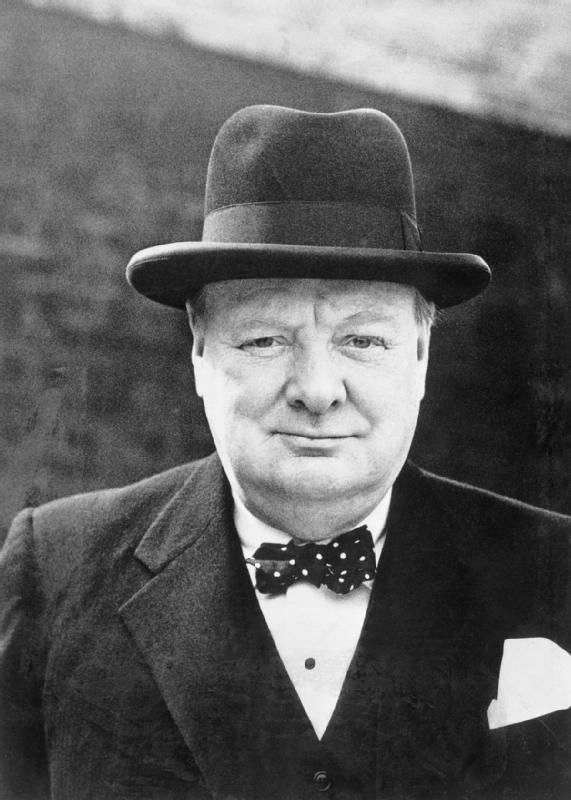
سر وینْستون لِئونارد اِسْپِنْسِر چِرْچیل(انگلیسی: Sir Winston Leonard Spencer Churchill؛ ۳۰ نوامبر ۱۸۷۴ – ۲۴ ژانویهٔ ۱۹۶۵)سیاستمدار، افسر ارتش و نویسندهٔ بریتانیایی بود.

از رهبران کشورهای عمده درگیر در جنگ دوم (هیتلر، موسولینی، استالین و روزولت) تنها چرچیل کتابی تاریخی منتشر کرده‌است. برخلاف خبرنگاران که تنها از مسایل علنی مطلع می‌شدند، چرچیل در اموری مانند مذاکرات محرمانه و طراحی‌های عملیات نظامی شرکت داشته‌است و به جزئیات مسایل و رویدادها وقوف داشته‌است؛ علاوه بر این، او به گزارش‌های سازمان‌های اطلاعاتی بریتانیا و خصوصاً نتایج عملیات اولترا که در مکالمات سری ارتش آلمان رخنه کرده بود دسترسی داشته و می‌توانسته تصویری روشن‌تر از وقایع جنگی و انگیزه‌های رهبران کشورها به‌دست بدهد. چرچیل از شروع جنگ، قصد داشته که کتابی تاریخی درباره آن بنویسد و از این رو به صورت هفتگی گزارش‌هایی از خلاصه وقایع تهیه می‌کرده و در منزلش این گزارش‌ها را نگهداری می‌کرده‌است. برخی معتقدند نگارش کتاب تنها به دست چرچیل انجام نشده و در حقیقت کتاب نتیجه کار گروهی از محققان هست که زیر نظر چرچیل و با استفاده از نوشته‌ها و یادداشت‌های او این کتاب را ایجاد کرده‌اند. در مقابل برخی نیز اعتقاد دارند که موشکافی و حساسیت چرچیل اجازه چنین کاری را نمی‌داده و بیشتر همکارانش، تنها در تهیه اسناد و مدارک مورد استفاده به او یاری رسانده‌اند.

## محتوا
اولین چاپ این مجموعه کتاب به صورت مجموعه شش جلدی بوده‌است. جلد اول با عنوان طوفان نزدیک می‌شود، ۱۹۴۸، حاوی مطالبی است که چرچیل در دهه ۳۰ نوشته بود و قصد داشت در کتابی درباره اتفاقات پس از ۱۹۱۹ چاپ کند. این کتاب در برگیرنده دیدگاه‌های انتقادی او درباره سیاست مماشات دولت‌‌های بالدوین و چمبرلین می‌باشد.
عنوان جلد دوم عالی‌ترین ساعت آنها، ۱۹۴۹، (به انگلیسی بهترین ساعات آنها) از سخنرانی مشهور ۱۸ ژوئن ۱۹۴۰ چرچیل هست: "باشد که چنان به وظایف و مسئولیت‌های خود عمل کنیم که اگر امپراتوری بریتانیا و کشورهای مشترک‌المنافع هزار سال هم برپا بمانند، همگان بگویند که این عالی‌ترین ساعت آن‌ها بوده‌است." این جلد شامل شرح پیشروی‌های آلمان در غرب و دوران سخت پس از سقوط فرانسه می‌باشد که با مقاومت بریتانیا و انصراف آلمان از عملیات شیر دریایی پایان می‌باید.
جلد سوم، اتحاد بزرگ، (سال انتشار ۱۹۵۰)، شامل شرح گسترش جنگ از اروپا به بقیه جهان، از جمله حمله آلمان به شوروی و ورود آمریکا به جنگ در سال ۱۹۴۱ می‌باشد.
در مجلدهای باقی مانده، جلد چهارم چرخش سرنوشت، منتشر شده در ۱۹۵۰، جلد پنجم بسته شدن حلقه، منتشر شده در ۱۹۵۱، و پیروزی و تراژدی، منتشر شده در ۱۹۵۳، به سال‌های افول قدرت ارتش هیتلر پس از شکست استالینگراد، شرکت وسیع آمریکا در عملیات‌های نظامی و تصمیم‌گیری درباره سرنوشت جنگ، تصمیم‌گیری‌های کنفرانس‌های تهران، یالتا و پتسدام، روابط با شوروی و سرنوشت آلمان، لهستان، یونان و دیگر کشورهای درگیر در جنگ پس از جنگ پرداخته می‌شود.
علاوه بر دوره شش جلدی، این کتاب در دوره‌های ۱۲ جلدی و ۴ جلدی نیز منتشر شده‌است.

## ترجمه فارسی
این کتاب را ابتدا ذبیح الله منصوری ترجمه کرد. (البته منصوری تنها هفت جلد از این کتاب را ترجمه کرد). این کتاب در دوازده جلد با ترجمه تورج فرازمند به سال ۱۳۴۷ از سوی انتشارات نیل به فارسی منتشر شده‌است.